# Candelă (obiect de cult)
Candela este un obiect de cult reprezentând o lampă primitivă, cu ulei și fitil, care se pune la icoanele sau mormintele din interiorul bisericii. Spre deosebire de cădelnițe și cățui, care au întrebuințări exclusiv cultice, candelele  mai sunt utilizate și ca obiecte laice, în locuințe.
Candelele sunt confecționate, de obicei, din metale prețioase, cu aspecte somptuoase, cu forme și decorații diverse. În cultul creștin ortodox, lumina răspândită din candele simbolizează credința în Dumnezeu, „care dă viață, încălzește inimile și curăță tot răul”.

## Vezi și
- Sfeșnic
- Cădelniță